# Александър Белявски
Александър Белявски е шахматист и шахматен композитор. От 1975 г. е международен гросмайстор. Най-високият му коефициент ЕЛО е 2710, постигнат през месец юли 1997 г. Белявски е двукратен шампион на СССР – 1974 и 1990 г. Световен шампион за юноши до 20 години е за 1973 г. От 1994 година представя Словения на международната шахматна сцена.

## Турнирни победи
- 1980 – Баден-Баден (заедно с Борис Спаски)
- 1984 – Вайк ан Зее
- 1985 – Лондон, Вайк ан Зее
- 1986 – Сочи
- 1988 – Тилбург
- 1990 – Мюнхен, Амстердам
- 1993 – Белград
- 1996 – Чачин